# Jonte
La Jonte est une rivière du sud de la France qui coule dans les départements de la Lozère et de l'Aveyron. C'est un affluent gauche du Tarn, donc un sous-affluent de la Garonne.

## Géographie

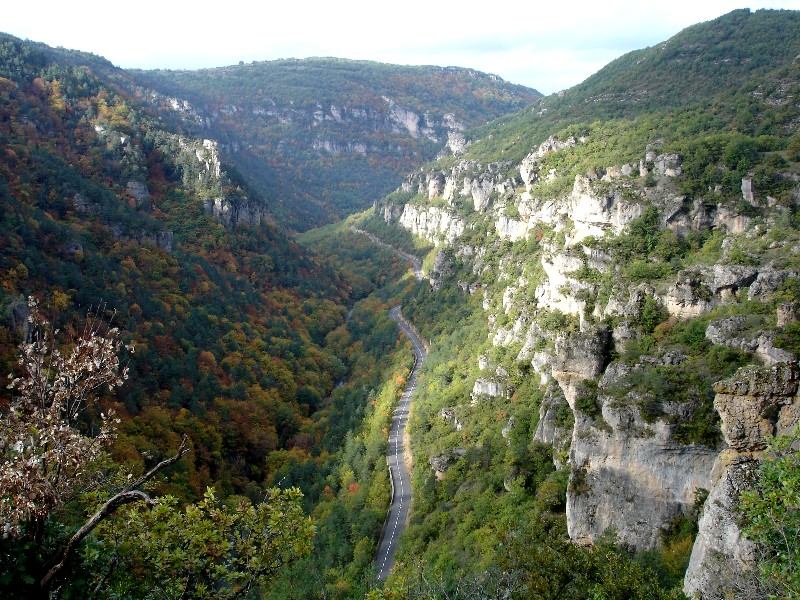
Gorges de la Jonte

De 38,6 km de longueur, la Jonte prend sa source dans le massif du mont Aigoual, dans le département de la Lozère et le parc national des Cévennes, à l'altitude 1 440 mètres sur la commune de Meyrueis. À sa naissance, elle prend la direction du nord-ouest, qu'elle maintient pendant une dizaine de kilomètres. Arrivée au niveau de la localité de Gatuzières, elle effectue un léger coude et s'oriente dès lors franchement vers l'ouest, direction qu'elle maintiendra tout au long de son parcours.
Elle sépare dès lors le causse Méjean (au nord) et le causse Noir (au sud). Entre ces deux causses, elle a façonné les magnifiques gorges de la Jonte. Elle coule alors à proximité de la grotte de Dargilan ainsi que de l'aven Armand.
Après un parcours de 38,6 kilomètres, elle se jette dans le Tarn au niveau du village du Rozier, à l'altitude 395 mètres.
La partie aval de son cours fait office de frontière entre la Lozère et l'Aveyron.
La rivière possède aussi la particularité d'avoir une partie de son cours souterraine. L'eau de la Jonte s'enfonce en effet sous terre à 3 km en aval de Meyrueis, pour n'en ressortir que 7 km plus loin à la résurgence des Douze. Le lit de la rivière entre la perte et la résurgence est à sec, sauf lors de crues importantes.

### Départements et communes traversées
- Lozère : Meyrueis, le Rozier, Gatuzières, Hures-la-Parade, Saint-Pierre-des-Tripiers.
- Aveyron : Peyreleau, Veyreau.

## Affluents
Excepté la Brèze et le Béthuzon qui font leur confluence à Meyrueis, les autres affluents sont de petits ruisseaux assez courts tombant souvent par de petits ravins dans les gorges de la Jonte.
- Le valat d'Hubague[4] (1,6 km)
- Le valat de la Cout[5] (2,1 km)
- Le valat de la Loubatière[6] (3,1 km), qui reçoit lui-même les eaux du ruisseau de la Pergue[7] (1,5 km)
- Le ruisseau de la Loubière[8] (2,1 km)
- La Brèze (15,1 km)
- Le Béthuzon (12,4 km)
- Le ravin des Hérans[9] (1,8 km)
- Le ravin des Bastides[10] (6,3 km), qui reçoit lui-même les eaux du ravin des Eyguières[11] (2,8 km)
- Le ravin de l'Estelio[12] (1,8 km)

## Hydrologie
La Jonte est une rivière cévenole dont les crues, qui suivent les orages cévénols, peuvent être violentes et importantes.
- Débit moyen : 2,16 m3/s à Meyrueis[13] et 5,08 à Peyreleau ;
- Débit en période sèche : 0,1 m3/s ;
- Débit maximal : 349 m3/s à Meyrueis, lors de la crue du 5 novembre 1994[13].

### La Jonte à Peyreleau

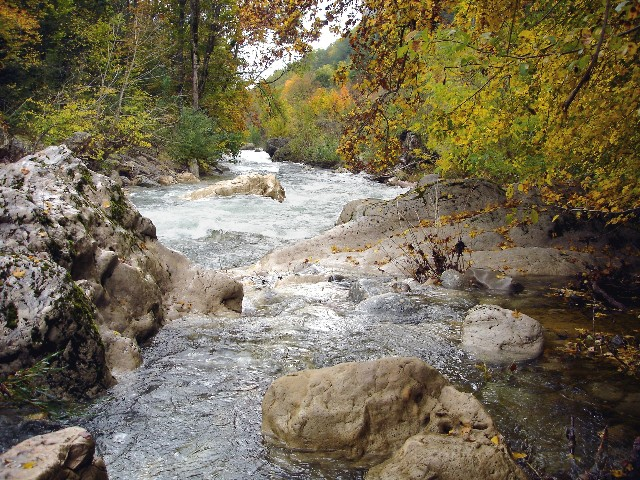
La Jonte en crue

La Jonte est une rivière très irrégulière, à l'instar de ses voisines de la région de l'est du bassin de la Garonne, et avant tout du bassin du Tarn. Son débit a été observé durant une période de 29 ans (1913-1941), à Peyreleau, localité du département de l'Aveyron située au niveau de son confluent avec le Tarn. La surface ainsi prise en compte est de 265 km2, soit la totalité du bassin versant de la rivière.
Le module de la rivière à Peyreleau est de 5,08 m3/s.
La Jonte présente des fluctuations saisonnières de débit fort marquées, comme très souvent dans le Massif central. Les hautes eaux se déroulent de la fin de l'automne jusqu'au printemps, et se caractérisent par des débits mensuels moyens allant de 5,23 à 8,93 m3/s, de novembre à mai inclus. On y distingue deux maxima, le premier en novembre est le plus élevé avec 8,93 m3/s et correspond aux averses d'automne; le second s'étend de mars à mai avec un léger plus haut en mars (7,35 m3/s). Au mois de juin, le débit s'effondre à 2,74 m3/s, ce qui mène rapidement aux basses eaux d'été. Celles-ci ont lieu de juillet à septembre inclus, entraînant une baisse du débit mensuel moyen jusqu'au plancher annuel de 1,15 m3/s au mois d'août. Mais ces moyennes mensuelles ne sont que des moyennes et occultent des fluctuations bien plus prononcées sur de courtes périodes ou selon les années.

### Étiage ou basses eaux

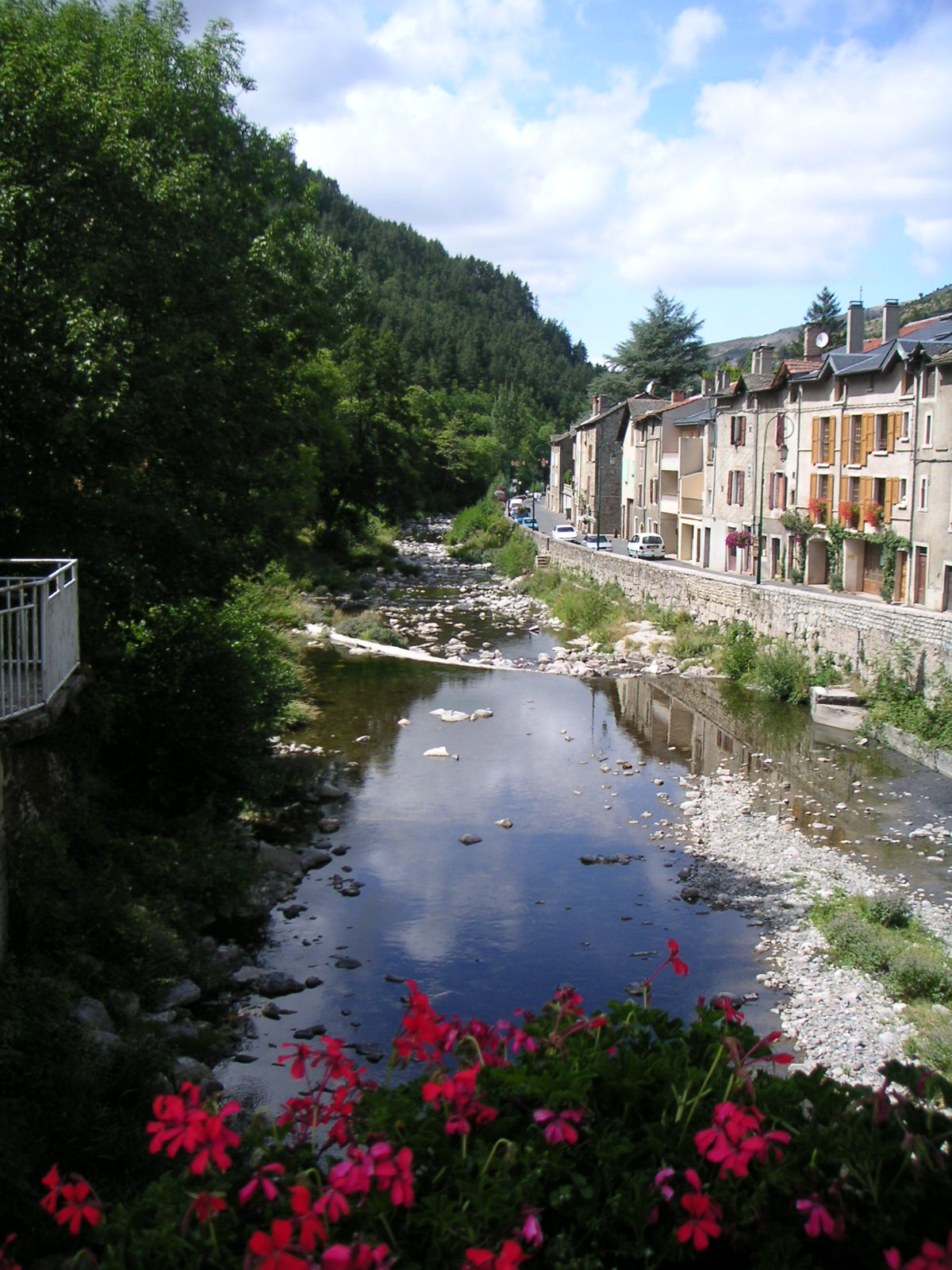
La Jonte à Meyrueis

Aux étiages, le VCN3 peut chuter jusque 0,52 m3/s (520 L/s), en cas de période quinquennale sèche, ce qui est loin d'être sévère, il faut le remarquer.

### Crues
Les crues peuvent être extrêmement importantes, compte tenu de l'exiguïté relative du bassin versant. La série des QIX n'a pas été calculée, mais la série des QJX l'a bien été. Les QJX 2 et QJX 5 valent respectivement 73 et 120 m3/s. Le QJX 10 est de 140 m3/s, le QJX 20 de 170 m3/s, tandis que le QJX 50 se monte à 200 m3/s.
Le débit journalier maximal enregistré à Peyreleau durant cette période de 29 ans, a été de 194 m3/s le 30 septembre 1933. En comparant cette valeur à l'échelle des QJX de la rivière, l'on constate que cette crue était d'ordre cinquantennal, et donc relativement exceptionnelle. Mais il s'agit là d'un débit journalier. Plus récemment un débit instantané de 349 m3/s a été enregistré à Meyrueis, lors de la crue du 5 novembre 1994.

### Lame d'eau et débit spécifique
La Jonte est une rivière fort abondante. La lame d'eau écoulée dans son bassin versant est de 606 millimètres annuellement, ce qui est supérieur de près de deux fois à la moyenne d'ensemble de la France (320 millimètres/an), et supérieur également à la moyenne des bassins de la Garonne (384 millimètres/an) et du Tarn (478 millimètres/an). Le débit spécifique (ou Qsp) atteint 19,2 L/s par kilomètre carré de bassin.